# Distrito de José Domingo Choquehuanca
José Domingo Choquehuanca es un distrito de la provincia de Azángaro en el departamento peruano de Puno, bajo la administración del Gobierno regional de Puno.
En el año 2007 tenía una población de 5 189
habitantes y una densidad poblacional de 74,4 personas por km². Abarca un área total de 69,73 km².
Desde el punto de vista jerárquico de la Iglesia católica forma parte de la diócesis de Puno, sufragánea de la arquidiócesis de Arequipa.

## Historia
El distrito fue creado mediante Ley N.º 12121 del 11 de octubre de 1954, en el gobierno del Presidente Manuel A. Odría.
JDCH (fundada como San Miguel de jdch) es una ciudad del norte de la zona occidental del Perú, capital del Departamento de Puno, ubicada en el centro oeste del departamento, en el valle del río JDCH.
JDCH es la primera ciudad fundada por los españoles en Sudamérica en el año 1532, conocida también como feria de integración Fronteriza Peruano-Bolivia . El nombre de JDCH deriva de la palabra quechua  que significa granero o depósito de abastecimiento. En tiempos remotos Jdch era una base de abastecimiento de los pobladores quechuas.
La ciudad se convirtió entre 1535 y 1570 en un núcleo de cierta relevancia que acogió a visitantes ilustres y pudo ensayar una planificación urbana completa. La ciudad tuvo iglesia matriz, convento de Mercedarios y Casas del Cabildo, alcanzando hacia mediados del siglo XVI un centenar de vecinos.
Para los estudiosos que han trabajado sobre la ciudad de Jdch la Vieja la descripción que de ella hiciera Juan Salinas de Loyola después de 1570 se ha convertido en un punto de referencia inapreciable (junto con otras referencias de Agustín de Zárate de 1555) por sus alusiones a la fisonomía y composición de la ciudad.

## Geografía
José Domingo Choquehuanca se encuentra ubicado en las coordenadas 14°59′47″S 70°16′22″O / -14.99639, -70.27278. Según el INEI, José Domingo Choquehuanca tiene una superficie total de 69,73 km². José Domingo Choquehuanca se encuentra situado en el oeste de la provincia de Azángaro, en la zona norte del departamento de Puno y en la parte sur del territorio peruano. Se halla a una altitud de 3888 m s. n. m..
| Noroeste: distrito de Tirapata                   | Norte: distrito de Azángaro y distrito de Tirapata       | Noreste: distrito de Azángaro           |
| Oeste: distrito de Tirapata y distrito de Pucará |                                                          | Este: distrito de Santiago de Pupuja    |
| Suroeste distrito de Pucará                      | Sur: distrito de Pucará y distrito de Santiago de Pupuja | Sureste: distrito de Santiago de Pupuja |

## Demografía
Según el censo peruano de 2007, había 5 189 personas residiendo en José Domingo Choquehuanca. La densidad de población era 74,4 hab./km².

## Autoridades

### Municipales
- 2019 - 2022[3]
  - Alcalde: Agustín Ramos Parqui
  - Regidores:

  1. Wilfredo Quispe Jara (Frente Amplio para el Desarrollo del Pueblo)
  2. Jeremías Apaza Condori (Frente Amplio para el Desarrollo del Pueblo)
  3. Elsa Puma Ticona (Frente Amplio para el Desarrollo del Pueblo)
  4. Sairah Josefina Choque Condori (Frente Amplio para el Desarrollo del Pueblo)
  5. Lucio Llavilla Puma (Proyecto de la Integración para la Cooperación)

### Políticas
- - Gobernador distrital: Luis Mamani Mamani

### Policiales
- Comisario:  PNP

### Religiosas
- Diócesis de Puno[4]
  - Obispo: Mons. Jorge Pedro Carrión Pavlich.

## Atractivos turísticos
- Crianza y preservación de vicuñas

Situación en la comunidad de San Pedro Buenavista a una distancia de 7 km de la localidad de José Domingo Choquehuanca, su nombre taxonómico es: Auchenia Vicuña. Este precioso animal habita principalmente en las altiplanicies del Titicaca. Dicho animal no está domesticado. El color y la finura de su lana es sumamente apreciada a nivel del mundo, siempre la manada se encuentra encabezado por un macho que en algunos casos alcanza 50 componentes en la tropilla. 
En la actualidad se encuentra bajo la administración de un comité especial de dicha comunidad contando con aproximadamente de más de 100 vicuñas, evitando así la exterminación de estos animales por cazadores furtivos.
Las vicuñas se encuentran distribuidos en cinco series: Machos Padres, Hembras, Crías, Tropillas y Solitarios. Para su pastoreo están al aire libre cercados por una malla en un terreno aproximado de 400 ha aprox.
Asimismo a cierta distancia de la comunidad está la imponente laguna “Qeqerana”. Su nombre se debe a la existencia de una especie llamado “Qeqe”. En la actualidad mantiene su biodiversidad (flora y fauna). De origen residual – tectónico.
De la misma forma prosiguiendo por el camino de herradura hacia la cima de laguna encontramos restos arqueológicos de origen Qolla, que datan del periodo intermedio tardío (1100 a. C. – 1450) Conjunto arqueológico que posee murallas de contestación y de defensa contra los invasores. Las viviendas están hechas a base de piedra con un diámetro de 1,2 m y una altura de 1,5 m . Denominado área urbana. En la parte posterior hacia el oeste encontramos tumbas necrópolis (300 unidades aprox). Lo admirable de este conjunto arqueológico es su construcción netamente lítica denominado por algunos como “Rumí marka” o (Fortín de piedra).
- CHULLPAS DE QOQRA.

A 5 km de la localidad de J.D.CH. Se encuentran restos de chullpas o monumentos funerarios, ubicados debajo de cerro de la comunidad de Qoqra, que probablemente alrededor del siglo XII habitaron o surgieron señoríos independientes que se organizaron luego las confederaciones, teniendo una arquitectura de asentamientos en terrazas artificiales y asentamientos en las cumbres tal como se pueden observar en la actualidad.

## Festividades
- Cruz de mayo
- Virgen de Fátima
- Santísima Trinidad